# 씽씽
씽씽은 한국의 민요를 글램록, 디스코, 사이키델릭 록 등의 장르와 융합한 대한민국의 퓨전 국악 밴드였다. 2014년에 결성되어 홍대 클럽 등지에서 활동하다 2017년 NPR의 타이니 데스크 콘서트와 웹스터 홀의 글로벌페스트에서 공연한 후 국제적인 주목을 받았다. 밴드의 6명의 멤버에는 전통 소리꾼 이희문과 음악감독 장영규가 등이 있다. 리더인 장영규의 프로듀싱을 통해 한국의 민요(특히,  및 무속음악 등 한국 전통 음악을 기반으로 곡을 만들었다. 리드 보컬인 이희문은 2014 KBS 국악대상 민요상 수상자로 무형문화재 57호 경기민요 이수자이다.
씽씽은 2018년 10월에 해체되었으며, 이희문은 "프로젝트 밴드로서 해체되었습니다. 참여하는 것을 정말 좋아했지만, 현재로서는 다시 할 계획이 없습니다"라고 밝혔다.

## 구성원
- 이희문(노래)
- 추다혜(노래)
- 신승태(노래)
- 장영규(음악감독, 베이스)
- 이태원(기타, 키보드)
- 이철희(드럼)[10]

## 디스코그래피

### EP
| 제목       | 상세 |
| ---------- | --- |
| SsingSsing | - 발매일: 2017년 8월 7일 - 레이블: 리웨이뮤직앤미디어, 먼데이브런치 - 포맷: CD, 디지털 다운로드 트랙 목록 1. 사시랭이소리 2. 청춘가 3. 노랫가락 4. 산염불 |

## 예술성

### 시각적 표현
밴드는 자신들의 스타일을 "화려한 시각적 스타일과 무대 매너를 곁들인, 록밴드 음악과 결합된 정통 한국 전통 보컬"이라고 설명한다.
씽씽의 공연은 종종 정교한 의상과 장신구를 특징으로 한다. 가수들은 옛 한국의 전통을 재해석하기 위해 드랙 분장을 하는데, 《뉴욕 타임스》는 이를 "무례하면서도 흥미로운 혼종"이라고 설명한다. NPR의 《올 송스 컨시더드》의 음악 평론가 아나스타샤 치울카스와 밥 보일렌은 씽씽에 대해 "매우 글램하고, 매우 록앤롤적이며, 젠더의 개념을 가지고 매우 자유롭게 노는 밴드다. 한국 전통 예술에서 남성 무당이 남성과 여성의 영을 모두 받아들여야 하기 때문에, 밴드의 남성들은 크로스드레싱을 한다"고 설명한다.

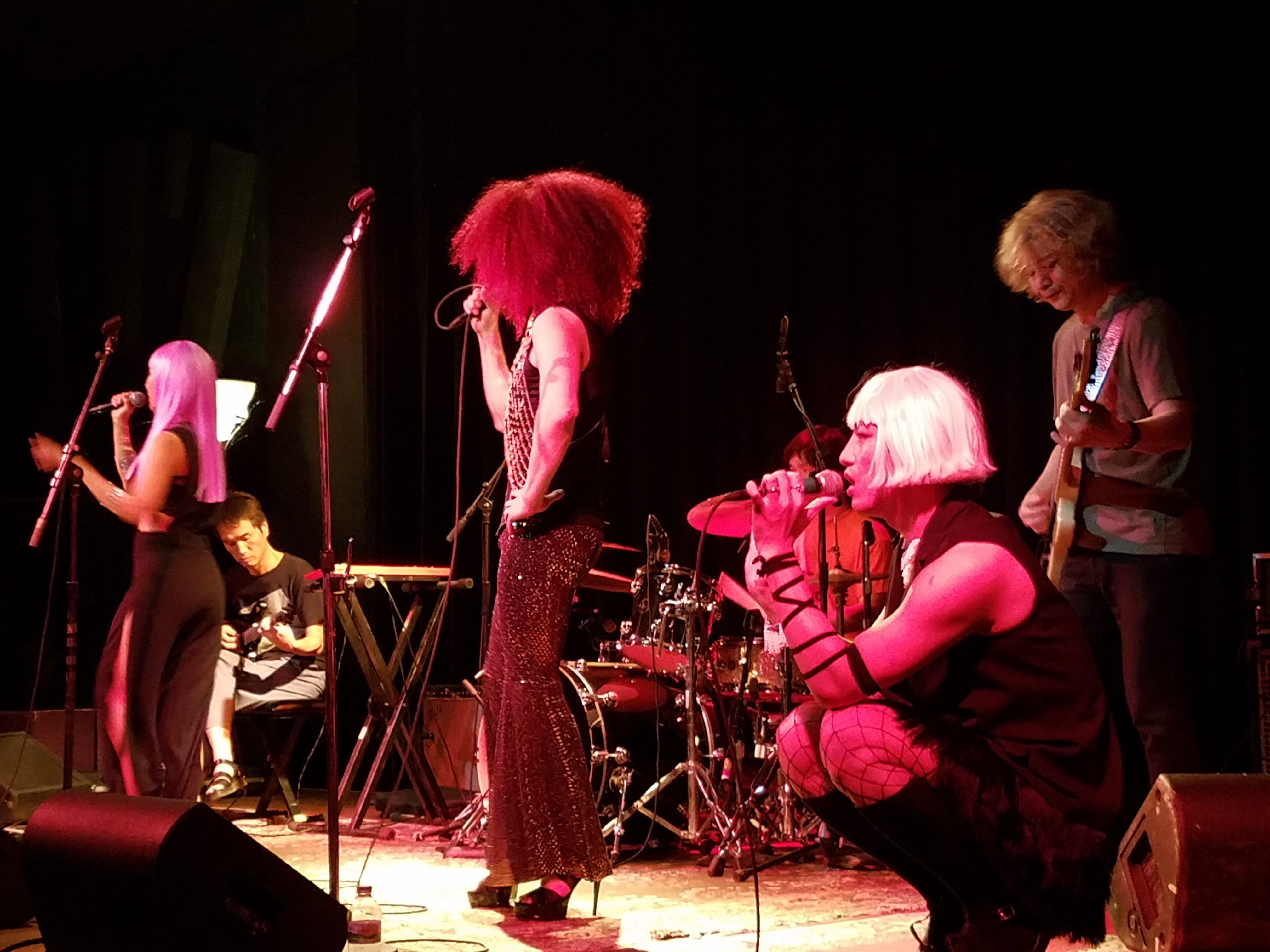
2017년 공연에서 씽씽

보컬리스트 이희문은 씽씽의 트레이드마크가 된 외양에 대해 설명하면서, 드랙 요소가 단순한 미용적 스타일링 이상이라고 언급했다.
"한국 전통 예술에서 박수라고 불리는 남성 무당은 남성의 육체를 가지고 있습니다. 하지만 매개체로서 그들은 남성과 여성의 영을 모두 받아들여야 하기 때문에, 단일한 성 정체성 이상이 필요합니다. 제가 여성 캐릭터를 연기하고 노래할 때는, 제가 남성 소리꾼이라는 사실을 극복하고 공연에 더 중성적이고 양성적인 느낌을 최대한 불어넣으려 노력합니다."

### 음악적 스타일
씽씽이 자신들의 사운드에 접목하는 민요 스타일 중 하나는 서울 주변의 중부 지방에서 유래한 경기소리이다. 경기소리는 한국의 중요무형문화재(제57호)로 인정받고 있다. 그들의 음악에 나타나는 다른 스타일로는 서도소리(북한의 북서부 지방에서 유래), 황해/평안도 민요, 무속의례에 기반을 둔 서울굿이 있다.
김희원은 씽씽이 민요 스타일을 사용하는 데 있어 나타나는 시골적 요소에 주목한다. "우리는 이 밴드의 장르를 대안적 민요 록이라고 정의할 수 있다. 한국 민속음악을 의미하는 민요는 강렬한 보컬 라인과 농민들의 삶을 노래하는 가사를 강조하는 것이 특징이다."
한국 외교부는 "사람들이 전통 의례에서 멀어지는 경향이 있는 빠르게 성장하는 사회에서, 씽씽은 21세기 도시 시민들이 접근하기 쉬운 매우 유희적인 스타일을 통해 그들을 한국의 문화적 뿌리와 다시 연결시킨다"고 언급한다. 씽씽은 또한 일반적인 케이팝 수출품을 넘어서는 다른 스타일의 한국 음악을 세계 관객들에게 선보인 것에 대해 찬사를 받았다.

## 해체 이후 활동
씽씽은 각 멤버의 강한 개성과 음악적 방향성의 차이로 인해 2018년 10월 자연스럽게 해체하였다. 이후 장영규는 이철희와 함께 2019년 이날치를 결성했다. 이희문은 주로 개인활동을 하고 있으며, 추다혜는 솔로 프로젝트 추다혜차지스를 결성하여 2020년 5월 정규 앨범 《오늘밤 당산나무 아래서》를 발표했다.